# 洪游勉
洪游勉（1917年5月25日—2014年11月13日），本姓游，婚後冠夫姓洪，生於日治台灣台北州（今台北市），企業家洪建全之妻。在其夫過世後出掌國際電化集團，曾任台灣松下電器董事長，被稱為「國際牌阿嬤」。

## 生平
洪游勉小時候家貧，只有讀完小學，之後受過六個月的漢文教育。之後，游勉被送到去當童養媳；但她不滿意這門婚事，在13歲時就搬出夫家，去松山洋服店學洋服裁縫，存錢讓養兄另娶一房媳婦後解除婚約。後來認識洪建全，與洪建全結婚。洪建全家中原來也為他準備一位童養媳，洪建全執意與游勉結婚，因此在婚後一開始，洪建全之母對游勉並不滿意。
在洪建全創立「建隆行」開始從商後，洪游勉從旁協助其企業經營。

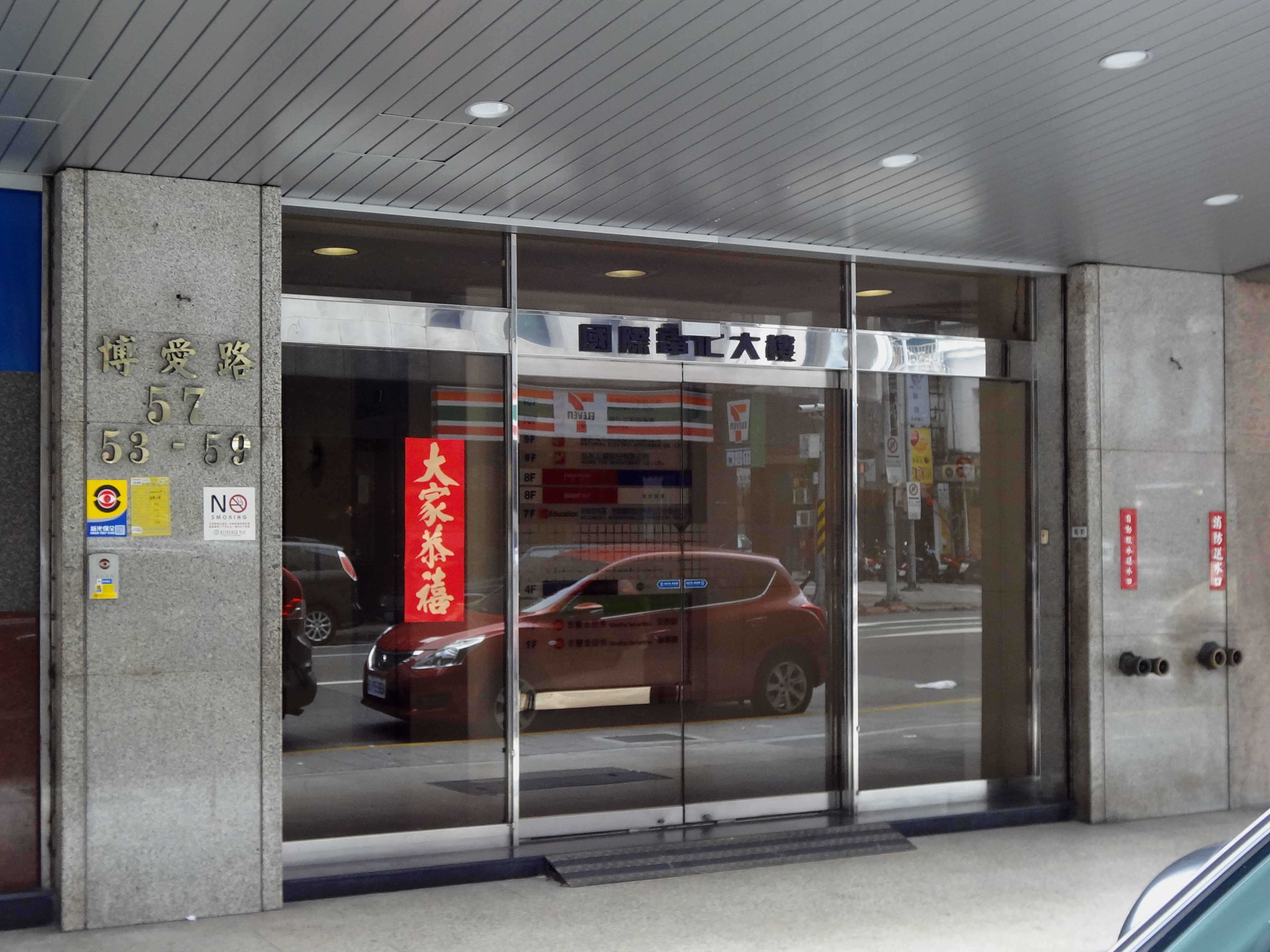
國際電化大樓

1987年，洪建全過世，其事業由洪游勉繼續經營。1990年，洪游勉接任台灣松下電器董事長。洪游勉80歲時卸任台灣松下電器董事長，由次子洪敏弘接任；晚年仍選擇獨自住在國際電化大樓，10坪大的套房與辦公室就在隔壁。
洪游勉喜歡打高爾夫球，熱愛社交活動。曾與其他企業家妻子組織「十二姊妹會」，定期聚會，王永慶之妻王寶珠也是成員。
2014年11月13日，洪游勉逝世，享壽98歲；洪家決定，同年11月17日至28日在國際電化大樓8樓設靈堂供外界憑弔，不舉辦公祭。

## 家庭
其夫洪建全，生有四子（洪敏隆、洪敏弘、洪敏昌、洪敏泰）二女（洪慧珠、洪美惠）。

## 相關著作
其長媳簡靜慧，曾出版《寬勉人生：國際牌阿嬤給我的十堂課》。